# 齐伦贝格
齐伦贝格（德語：Zierenberg，發音：[ˈtsiːʁənˌbɛʁk] ⓘ）是德国黑森州卡塞尔行政区卡塞尔县的城市，面积86.55平方千米，2023年12月31日人口为6,609人。